# 贝亚特·塞茨
贝亚特·塞茨（德語：Beat Seitz，1973年10月28日—），瑞士男子雪车运动员。他曾代表瑞士参加1998年冬季奥林匹克运动会雪车比赛，联同马塞尔·罗纳、马库斯·尼斯利和马库斯·瓦塞尔获得男子四人银牌。